# Indocypha chishuiensis
Indocypha chishuiensis är en trollsländeart som beskrevs av Zhou 2006. Indocypha chishuiensis ingår i släktet Indocypha och familjen Chlorocyphidae. Inga underarter finns listade i Catalogue of Life.